# Bogišići
Bogišići (en serbe cyrillique : Богишићи) est un village du sud-ouest du Monténégro, dans la municipalité de Tivat.

## Démographie

### Évolution historique de la population
| 1948 | 1953 | 1961 | 1971 | 1981 | 1991 | 2003 |
| ---- | ---- | ---- | ---- | ---- | ---- | ---- |
| 211  | 208  | 228  | 207  | 218  | 169  | 184  |